# اوغوزلار
اوغوزلار (به ترکی استانبولی: Oğuzlar) یک منطقهٔ مسکونی در ترکیه است که در استان چوروم واقع شده‌است.